# 神出村
神出村（かんでむら）は、兵庫県明石郡にあった村。現在の神戸市西区神出町各町にあたる。

## 地理
- 山岳：雌岡山、雄岡山

## 歴史
- 1889年（明治22年）4月1日 - 町村制の施行により、田井村・小神村・五百蔵新村・勝成新村・東村・南村・北村・小束野村・広谷村・紫合村・池田村・宝勢村の区域をもって発足。
- 1947年（昭和22年）3月1日 - 神戸市（垂水区）に編入。同日神出村廃止。
- 1982年（昭和57年）8月1日 - 分割により、旧村域が西区の一部となる。

## 経済

### 産業
- 農業

『大日本篤農家名鑑』によれば、櫨谷村の篤農家は「藤本馨、辻才治郎、胸永友太郎」などである。